# 特善塔伊提伊 (亞利桑那州)
特善塔伊提伊（英語：Tsintaa Yiti Ii）是位於美國亞利桑那州阿帕契縣的一個非建制地區。該地的面積和人口皆未知。

## 地理
特善塔伊提伊的座標為35°49′32″N 109°48′44″W / 35.82556°N 109.81222°W，而該地的平均海拔高度為1935米（即6348英尺）。